# Liste von Plansprachen
Die folgende Liste der Plansprachen ist eine unvollständige alphabetische Auflistung von Plansprachen, Semiplansprachen und Plansprachenprojekten mit Angabe des Jahres der Entwicklung (bzw. erstmaligen Verwendung/Veröffentlichung). Die Anzahl der jeweiligen Sprecher ist nur in äußerst groben Grenzen einschätzbar.

## Liste
| Name                                                            | Kürzel 1 nach ISO 639 | Jahr der ersten Veröffentlichung | Zahl der Sprecher | Bemerkung |
| --------------------------------------------------------------- | --------------------- | -------------------------------- | ----------------- | --- |
| Afrihili                                                        | afh                   | 1970                             |                   | basiert auf mehreren afrikanischen Sprachen |
| Arcaicam Esperantom                                             | eo, epo               | 1969                             |                   | Soll wie eine archaische Form von Esperanto wirken; als Stilmittel zu verwenden. Keine eigene Plansprache, sondern mit Popido und Gavaro (La Sociolekta Triopo) Mittel zur Darstellung bestimmter Register in literarischen Übersetzungen.           |
| Asa’pili                                                        |                       | 1983                             |                   | Von Hans Widmer in der sozialen Utopie bolo'bolo entworfene Plansprache zur Definition deren wesentlicher Elemente |
| Babm                                                            |                       | 1962                             |                   | |
| Basic English                                                   |                       | 1930                             |                   | Von Charles Kay Ogden geschaffene vereinfachte Form der englischen Sprache mit stark verkleinertem Vokabular. |
| Bolak (oder „Blaue Sprache“)                                    |                       | 1899                             |                   | |
| Bliss-Symbol                                                    | zbl                   | 1971                             |                   | Keine Sprache, sondern reines Skript von Pictogrammen. |
| Characteristica universalis                                     |                       |                                  |                   | Leibniz |
| Communicationssprache                                           |                       | 1839                             |                   | Vorschlag von Joseph Schipfer (1761–1843). Eine der ältesten belegten Kunstsprachen. Grundlage ist das Französische. Substantive werden dekliniert.                                                                                                  |
| Delmondo                                                        |                       | 1960                             |                   | |
| Ekselsioro                                                      |                       | 1906                             |                   | |
| Esperanto                                                       | eo, epo               | 1887                             | 500000            | Verbreitetste Plansprache |
| Esperantuisho                                                   |                       | 1955                             |                   | |
| Espido                                                          |                       | 1923                             |                   | |
| Eurolengo                                                       |                       | 1972                             |                   | |
| Europeo                                                         |                       | 1914                             |                   | |
| Gavaro                                                          | eo,epo                | ~2000                            |                   | Soll wie eine Argot-Form von Esperanto wirken; als Stilmittel zu verwenden. Keine eigene Plansprache, sondern mit Popido und Arcaicam Esperantom (La Sociolekta Triopo) Mittel zur Darstellung bestimmter Register in literarischen Übersetzungen.   |
| Gestuno                                                         |                       | 1951                             |                   | Internationale Gebärdensprache |
| Globaqo                                                         |                       | 1956                             |                   | |
| Globisch                                                        |                       |                                  |                   | |
| Glosa                                                           | igs                   | 1943                             |                   | Modifikation des Plansprachenprojektes Interglossa, entwickelt 1943 von Lancelot Hogben, Ronald Clark und Wendy Ashby. |
| Globasa                                                         |                       | 2019                             |                   | nutzt Methoden der KreolSprachen, isolierend, jedoch mit Präfixen und Suffixen |
| Hom Idyomo                                                      |                       |                                  |                   | |
| Idiom Neutral                                                   |                       | 1902                             |                   | Entwicklung aus Volapük |
| Ido                                                             | io, ido               | 1907                             | 2000              | Entwicklung auf Basis von Esperanto |
| INTAL 1956 (bzw. 1964, Intal II)                                |                       | 1968                             |                   | bis 1978 insg. 28 Ausgaben mit Verbesserungen |
| Interglossa                                                     | igs                   | 1943                             |                   | Entwickelt von dem englischen Zoologen und Schriftsteller Lancelot Hogben. |
| Interlingua de IALA                                             | ia, ina               | 1951                             |                   | In Grammatik und Wortschatz eine „romanische Durchschnittssprache“. Versuchte erfolglos, an den Erfolg von Interlingua-IL de ApI sive Latino sine flexione, Lingua Auxiliare Internationale anzuknüpfen.                                             |
| Interlingue                                                     | ie, ile               | 1922                             | 200               | von Edgar von Wahl |
| Interslawisch                                                   |                       | 2006                             | einige Hunderte   | Bis 2011 bekannt als „Slovianski“ |
| Ithkuil                                                         |                       | 2004                             |                   | Besonders komplex, v. a. in der Grammatik |
| Kolonial-Deutsch                                                |                       | 1916                             |                   | Basiert auf der deutschen Sprache |
| Kotava                                                          | avk                   | 1978                             |                   | |
| La langue simplifiée (Vereinfachte Sprache) oder Stoechiophonie |                       | 1858                             |                   | Basiert auf 250 oft vom Sanskrit inspirierten Wurzeln, die logisch kombiniert werden können. |
| Latin-Esperanto                                                 |                       | 1911                             |                   | |
| Latino semplificato                                             |                       |                                  |                   | |
| Latino sine flexione                                            |                       | 1903                             |                   | Auch Interlingua-IL de Academia pro Interlingua (ApI). Kontrolliert vereinfachte Version von (Neo-)Latein; meistgenutzte Plansprache für wissenschaftliche Veröffentlichungen, vor allem Mathematik 1905–1939.                                       |
| Lincos                                                          |                       | 1960                             |                   | Von dem Mathematiker Hans Freudenthal entwickelt. |
| Lingua Franca Nova                                              | lfn                   | 1998                             |                   | Romanischer Kompromiss-Wortschatz, von Kreolsprachen inspirierte analytische Grammatik. |
| Lingua Internacional                                            |                       | 1905                             |                   | |
| Lingua sistemfrater                                             |                       | 1957                             |                   | Wortschatz gebildet aus internationalen Wörtern, vorwiegend aus europäischen Sprachen. Folgt konsequent dem isolierenden Sprachbau, der vorwiegend aus asiatischen Sprachen entlehnt wurde.                                                          |
| Lingwa de Planeta                                               |                       | 2006                             |                   | Basierend auf dem Vokabular der am meisten gesprochenen Sprachen der Erde |
| Lingwo internaciona (Antido)                                    |                       | 1907                             |                   | |
| Loglan                                                          |                       | 1960                             |                   | Von James Cooke Brown entwickelt. |
| Lojban                                                          | jbo                   | 1987                             |                   | Von der Logical Language Group entwickelt. Basiert auf Loglan. Es wurde besonderer Wert darauf gelegt, eine benutzbare, möglichst umfassende und frei verfügbare Sprache zu schaffen.                                                                |
| Mez Voio                                                        |                       | 1908                             |                   | |
| Modern Esperanto                                                |                       | 1958                             |                   | |
| Modern Indo-European                                            |                       | 2006                             |                   | Basiert auf dem Proto-Indogermanischen. |
| Mondial                                                         |                       | 1943                             |                   | Basiert auf den romanischen Sprachen und ähnelt Interlingua. Entwickelt von dem schwedischen Gymnasiallehrer Helge Heimer (1890–1959). |
| Mondlingvo                                                      |                       | 1906                             |                   | |
| Neo                                                             | neu                   | 1961                             |                   | In der Tradition von Esperanto; kurz im Ausdruck. |
| Nepo                                                            |                       | 1915                             |                   | |
| Nol (Plansprache)                                               |                       | 2006                             |                   | |
| Novial                                                          | nov                   | 1928                             |                   | Naturalistisches aposteriorisches Plansprachenprojekt, entwickelt von dem dänischen Linguisten Otto Jespersen. Nach dem Tod Jespersens geriet das Projekt in Vergessenheit.                                                                          |
| Noxilo                                                          |                       | 1997                             |                   | |
| Nuove-Roman                                                     |                       | 1879                             |                   | Von dem Linzer Lehrer Johann Puchner entwickelt. Ziel war eine möglichst breite Annahme. Basierte auf Italienisch, Spanisch, Lateinisch, Französisch, Englisch und Deutsch.                                                                          |
| Occidental, s. Interlingue                                      | ie, ile               | 1922                             |                   | |
| Pasilingua                                                      |                       | 1898                             |                   | Von Peter Steiner in seinem Werk Drei Weltsprach-Systeme vorgestellt; setzt nur auf Wörter, die in ihren Stammsilben mindestens zwei der drei Sprachen Englisch, Französisch und Deutsch gemeinsam sind.                                             |
| Perio                                                           |                       | 1904                             |                   | |
| Poliespo                                                        |                       |                                  |                   | |
| Popido                                                          | eo, epo               | ~1980                            |                   | Soll wie eine Mundart-Form von Esperanto wirken; als Stilmittel zu verwenden. Keine eigene Plansprache, sondern mit Gavaro und Arcaicam Esperantom (La Sociolekta Triopo) Mittel zur Darstellung bestimmter Register in literarischen Übersetzungen. |
| Pra-Esperanto                                                   |                       | 1878                             |                   | Zamenhofs Vorentwurf |
| Ratiáce                                                         |                       | 2011                             |                   | |
| Romanizat                                                       |                       | 1908                             |                   | |
| Romanal                                                         |                       | 1909                             |                   | |
| Rus-Mongolisch                                                  |                       | 2013                             |                   | |
| Slovio                                                          |                       | 2001                             |                   | Von dem Slowaken Mark Hučko entwickelt; soll Sprechern slawischer Sprachen eine einfachere Verständigung ermöglichen. |
| Solresol                                                        |                       | 1817                             |                   | Nur sieben verschiedene Silben (Solmisation), z. B. durch Töne oder Bewegungen darstellbar. |
| Sona                                                            |                       | 1935                             |                   | Von Kenneth Searight. Antwort auf den Eurozentrismus der damals verbreiteten Plansprachen. |
| Spokil                                                          |                       | 1887                             |                   | Von dem Franzosen Adolphe Nicolas. |
| Starckdeutsch                                                   |                       | 1972                             |                   | Für parodistische Gedichte verwendet. |
| Timerio                                                         |                       | 1921                             |                   | Auf Zahlen basierende reine Schriftsprache des Berliner Architekten Tiemer. |
| Toki Pona                                                       | art, tok              | 2001                             | 2000 bis 5000     | Grundwortschatz von 123 Wörtern; andere Begriffe werden umschrieben. |
| Ulla                                                            |                       | 1906                             |                   | |
| Uniespo                                                         | eo, epo               | ~2000                            |                   | UNIversala ESPerantO, Esperanto-Version speziell für wissenschaftliche Terminologie von Manuel Halvelik (Autor auch von La Sociolekta Triopo). |
| Unilingua (oder auch Mirad)                                     |                       |                                  |                   | |
| Universalglot                                                   |                       | 1868                             |                   | |
| Uropi                                                           |                       | 1986                             |                   | |
| Utoki                                                           |                       | 1962                             |                   | |
| Vendergood                                                      |                       | 1906                             |                   | |
| Volapük                                                         | vo, vol               | 1880                             |                   | Erste verhältnismäßig weitverbreitete Welthilfssprache. |
| Weltdeutsch                                                     |                       | 1915                             |                   | Mehrere Plansprachen aus der Zeit des Ersten Weltkrieges. Varianten eines vereinfachten Deutsch, die als internationale Lingua franca im Interesse Deutschlands fungieren sollten.                                                                   |
| Yvle                                                            |                       | 2005                             |                   | |